# بریانا دسوزا
بریانا دسوزا (انگلیسی: Briana DeSouza؛ زادهٔ ۲۲ مهٔ ۱۹۹۱) بازیکن فوتبال اهل کانادا است.
وی همچنین در تیم ملی فوتبال Guyana بازی کرده‌است.